# Short Hills Provincial Park
Short Hills Provincial Park är en park i Kanada.   Den ligger i provinsen Ontario, i den sydöstra delen av landet, 400 km sydväst om huvudstaden Ottawa. Short Hills Provincial Park ligger 123 meter över havet.
Terrängen runt Short Hills Provincial Park är platt. Runt Short Hills Provincial Park är det ganska tätbefolkat, med 214 invånare per kvadratkilometer.. Närmaste större samhälle är St. Catharines, 8,5 km norr om Short Hills Provincial Park.
Omgivningarna runt Short Hills Provincial Park är en mosaik av jordbruksmark och naturlig växtlighet.